# Wolfgang Rinswerger
Wolfgang Rinswerger OSB (* 7. April 1658 in München; † 14. Oktober 1721 in Michelfeld (Oberpfalz)) war Abt von Kloster Michelfeld, Schuldramatiker und katholischer Theologe.

## Leben
Er wurde 1658 in München geboren und trat 1677 in Tegernsee in den Benediktinerorden ein. Er studierte in Salzburg Philosophie und Theologie und wurde 1682 Priester. Ab dem Jahr 1683 war er am Gymnasium zu Salzburg Lehrer der Rhetorik, eine Tätigkeit, die er auch in Freising von 1698 bis 1701 ausübte. Der Freisinger Fürstbischof Johann Franz von Eckher holte ihn an seinen Hof, machte ihn zum wirklichen geistlichen Rat und berief ihn zum Präfekten des Fürstbischöflichen Lyceums, bis er im Jahr 1707, mittels Postulation bei der dortigen Prälatenwahl, zum Abt von Michelfeld berufen wurde. Diesem Benediktinerstift stand Rinswerger bis zu seinem Tod am 14. Oktober 1721 vor. 
Rinswerger verfertigte neben theologischen Schriften für den Geschmack seines Zeitalters gute dramatische Gedichte, die u. a. von Heinrich Ignaz Franz Biber vertont wurden. Große Verdienste erwarb er sich auch als Förderer der Baukunst. Bald nach Friedensschluss 1714 begann er eine weitgehende Erneuerung des Klosterkirchen-Innenraums in Michelfeld. Er beauftragte dabei die Brüder Cosmas Damian und Egid Quirin Asam mit den Mal- und Stuckarbeiten.

## Schriften
- Invidia, gloriae umbra, Drama theatr. 4. Salisb. 1697.
- Infelix parentum amor; Drama. 4. ibid. eod.
- Honor divinus de respectu humano triumphans. ib. 1698.
- E funere Pheonix, seu Dramata posthuma R. D. Wolfg. Rinswerger, edita a Joanne Evangel. Heigl Bened. Michelfeld. Tomus I. Drammata natalitia D. N. Jesu Christi, olim in scenam data. 8. Pedeponti 1724. Tomus II. Drammata paschalia, olim in scenam data. ib. 1729. Tomus III. Opera miscellanea, olim in scenam data. ib. 1730.